# Tillverkning
Tillverkning innebär att ta fram en produkt via en tillverkningsprocess.
Tillverkning inom tillverkningsindustrin omvandlar material till färdiga produkter. Denna process brukar beskrivas med blockdiagram där man brukar studera tre olika flöden, nämligen informationsflöde, kapitalflöde och materialflöde. 
Tillverkning inom IT-industrin sker genom systemutveckling